# Stadtmuseum Oldenburg
Das Stadtmuseum Oldenburg ist ein Museum der Stadt Oldenburg (Oldb). Es entstand 1915 als Stiftung des Oldenburger Kunstsammlers Theodor Francksen (1875–1914).
Das Museum umfasst ein derzeit neu entstehendes Hauptgebäude und drei historische Villen, sowie an zwei weiteren Standorten die Artothek und den Pulverturm.

## Geschichte
Der wohlhabende Oldenburger Kaufmannssohn, Jurist und Kunstsammler Theodor Francksen (1875–1914) sammelte Graphik, Antiken, Ostasiatika sowie Gemälde und kunstgewerbliche Objekte mit oldenburgischem Bezug vom 17. bis 20. Jahrhundert. Allein seine Graphik-Sammlung umfasste etwa 7.000 Blätter, darunter die fast komplette Sammlung der Graphik Max Klingers und Francisco de Goyas sowie eine umfangreiche Sammlung von rund hundert Blatt japanischer Farbholzschnitte des 18. und frühen 19. Jahrhunderts.
Mit seinen Sammlungen richtete Theodor Francksen das Wohnhaus seiner Eltern ein, das 1877 vom Hofbaumeister Gerhard Schnitger (1841–1917) in der Rosenstraße erbaut worden war (dieser nördliche Teil der Rosenstraße wurde 1950 in Raiffeisenstraße umbenannt). Als die Francksen-Villa die Sammlungen nicht mehr aufnehmen konnte, erwarb er 1908 die Nachbarvilla des Kaufmanns Jürgens und ließ sie durch einen Zwischentrakt mit der Francksen-Villa verbinden. 1910 machte er seine private Kunst- und Geschichtssammlung interessierten Besuchern zugänglich.
1914 vererbte er seinen Kunstbesitz und seine beiden Villen der Stadt Oldenburg. Dieses Erbe verband er mit der Verpflichtung, aus der privaten Sammlung ein städtisches Museum zu entwickeln. Die Stadt Oldenburg hat die Stiftung des Theodor Francksen juristisch am 1. Januar 1915 mit allen Rechten und Pflichten angenommen.
Zunächst leitete Helene Knoche, die langjährige Hausdame der Familie Francksen, das Museum bis 1938 ehrenamtlich. Sie wurde von Theodor Raspe, dem damaligen Leiter des Oldenburger Kunstgewerbemuseums, dann nach dem Ersten Weltkrieg von Richard tom Dieck (1862–1943), dem ehemaligen Konservator der großherzoglichen Kunstsammlungen, fachlich unterstützt. 1938 übernahm Karl Orth die Leitung des Museums, 1940 folgte ihm Otto Müller. Mit Wilhelm Gilly hatte das Stadtmuseum ab 1956 erstmals einen hauptamtlichen Direktor.
Erheblichen Zuwachs erhielt das Museum durch den Nachlass des Oldenburger Künstlers Bernhard Winter (1871–1964). 1968 erfolgte der Neubau der Neuen Galerie mit einem großen Wechselausstellungsraum an der damals neu angelegten Straße Am Stadtmuseum. 1986 erhielt das Stadtmuseum außerdem die Ballin'sche Villa (zuletzt Café Hassenbürger) neben der Jürgens'schen Villa. Mit dem Neubau des Saales der Claus-Hüppe-Stiftung konnte 1995 die Wechselausstellungsfläche des Museums verdoppelt werden. Das im Jahr 2000 eröffnete Horst-Janssen-Museum ist mit dem historischen Gebäudeensemble und dem Stadtmuseum räumlich und organisatorisch verbunden. Im Jahr 2013 erwarb das Stadtmuseum einen Großteil des Nachlasses des Künstlers und Mainzelmännchen-Erfinders Wolf Gerlach (1928–2012).
Nach dem Abriss der 1968 errichteten Neuen Galerie (ehemaliges Hauptgebäude) im Frühjahr 2022 ist ein Neubau und die Sanierung der Villen des Stadtmuseums geplant, was bis 2025 abgeschlossen sein soll.  Während der Bauphase ist das Museum vorübergehend geschlossen, führt jedoch bis zur Neueröffnung Projekte in der Innenstadt in diversen Ausstellungs- und Beteiligungsformaten durch.
Leiter des Stadtmuseums ist aktuell Steffen Wiegmann.
Weiteren Museen und Kunsthäuser in Trägerschaft der Stadt Oldenburg sind das Horst-Janssen-Museum und das Haus für Medienkunst Oldenburg.

## Direktoren
- 1915 bis 1938: Helene Knoche
- 1938 bis 1939: Karl Orth
- 1940 bis 1956: Otto Müller
- 1956 bis 1985: Wilhelm Gilly (1923–2008)
- 1986 bis 2008: Ewald Gäßler (1943–2010)
- 2009 bis Ende 2015: Friedrich Scheele
- 2016 bis 2019: Nicole Deufel[5]
- 2012 bis 2019: Andreas von Seggern
- seit 2019: Steffen Wiegmann